# Basilica di San Giovanni Battista (Vittoria)
La basilica di San Giovanni Battista è la chiesa madre di Vittoria, in provincia di Ragusa ed è ubicata nel centro storico della città, in piazza Ferdinando Ricca.

## Storia
Si tratta di una chiesa a croce latina, a tre navate di colonne corinzie, costruita tra il 1695 e il 1706, dopo il terremoto del 1693 sostituendo l'antica vicina basilica che si trovava nella vicina piazza trinita  ; fu consacrata nel successivo 1734. Di chiaro stile barocco, presenta una facciata semplice, sormontata da due piccole cupole; impostata su tre registri orizzontali, la parte centrale è incorniciata da lesene con capitelli ionici e corinzi. 
Ha la dignità di basilica minore.

### Periodo pre-terremoto (1612-1693)
Alcuni documenti dimostrano l'esistenza di una grande struttura religiosa sul piano della Trinità. Essa era la chiesa di S. Giovanni Battista, collegata al convento delle Grazie dall'odierna Via Principe Umberto. Anche se fu retta da cappellani fino al 1640, essa svolgeva le funzioni di una parrocchia, battezzando e coniugando. Nel 1640 venne elettro il primo parroco, don Vincenzo Sesti, che durerà fino al 1647. 
Nel 1693, con il violento terremoto, morirono, dentro la chiesa 40 bambini per il catechismo, ma secondo alcuni, furono solo loro i morti a Vittoria. Così per capire quale santo ringraziare, si decise di mettere in un'urna i nomi di tutti i santi che si veneravano qui e per tre volte sarebbe uscito il nome di S. Giovanni Battista.

### Periodo post-terremoto (1693-1730)
Il 10 agosto 1695, il parroco Mario La Lisa posa la prima pietra per la costruzione della chiesa, terminata nel 1706. Il suo successore, don Desiderio Ricca (1715-1730), fu il 1º arciprete di Vittoria, realizzatore della facciata tardobarocca e membro della famiglia Ricca, una delle famiglie più forti di Vittoria, proveniente da Napoli, continuò di decorare la chiesa con nuovi altari.
Tutti gli ori preziosi della vecchia chiesa di S. Rosalia, patrona del paese dal 1624 al 1693, vengono portati qui.

### Periodo Ricca (1730-1785)
Per la chiesa madre di Vittoria, questo periodo fu senza dubbio uno dei migliori. Iniziò nel 1730, quando venne nominato successore di don Desiderio Ricca, il parente Enrico, anche lui Ricca. Egli era nato a Vittoria il 1º giugno 1690 e, come tutti i suoi predecessori, continuò l'opera di abbellimento della chiesa, fino a farla consacrare da Mons. Matteo Trigona, vescovo di Siracusa il 16 maggio 1734, e a farla elevare a Basilica Minore, aggregandola alla Magistrale Basilica Liberiana di Santa Maria Maggiore a Roma il 5 aprile 1750 e là procurò molte reliquie di santi e martiri che furono inseriti nel nuovo altare dell'Addolorata. 
Con lui, inoltre, venne a Vittoria il famoso organaro Donato Del Piano, che diede alla basilica il pregevole organo a canne.

### Periodo Scrofani-La China
Fra il 1847 e il 1909, si apre il periodo Scrofani-La China, un altro bel periodo per la basilica di San Giovanni di Vittoria. Iniziò con la nomina alla guida della parrocchia don Giuseppe Scrofani, e finì con la morte del suo successore don Federico La China.
Il primo, venne ricordato per la costruzione della bella cupola che adorna la chiesa madre, progettata dal famoso architetto gelese Giuseppe Di Bartolo Morselli nel 1850, terminandola nel 1854. Il parrocato di Scrofani durò fino al 1880. Prese il suo posto La China. Egli chiamò Giuseppe Mazzone ad affrescarli con le figure dei quattro evangelisti (1880), fece indorare l'organo (1882), e si dedicò anche ad attività laiche come la scrittura. Il suo libro "Vittoria dal 1607 al 1890" è ancora oggi utilizzato per ricostruire la storia di Vittoria.

## Interno
Gli interni si presentano molto ricchi, con decorazioni, stucchi, statue, marmi e numerose tele. Contiene un pregevole altare ligneo, opere pittoriche di Giuseppe Mazzone (tra cui la famosa "Taledda") e di altri artisti siciliani. Notevoli anche la tomba della contessa di Modica Vittoria Colonna  (fondatrice della città) ed il fonte battesimale, sovrastato da un dipinto, databile intorno al 1700, di scuola caravaggesca, che rappresenta il battesimo di Cristo. 
Risale al 1801 il pavimento in marmo policromo, ricco di decorazioni. Nella navata centrale si può ammirare un pregevole organo di Donato Del Piano del 1748 e il pulpito in legno del maestro Carmelo D'Asta dell'Ottocento. La cupola in stile moresco fu progettata da Giuseppe Di Bartolo Morselli (lo stesso che progettò il teatro comunale).

## Organo a canne

Organo di Donato Del Piano del 1748

Situato nell'ultima campata della navata centrale, sulla cantoria, sulla sinistra si trova un pregevole organo a canne montato nel corso dell'età barocca (1748) dal sac. Donato Del Piano, lo stesso che costruì nel 1763 l'organo della Chiesa di San Nicolò l'Arena di Catania.
La consolle è formata da una tastiera da 45 tasti da do1 a do5 con prima ottava scavezza (o corta). La pedaliera, costantemente unita al manuale, è formata dalla sola ottava scavezza e comanda le 8 canne del basso.
Per quanto riguarda i registri, sono 14 e sono azionati a destra della tastiera tramite pomelli a tiro e Sono:
1. Principale 16'
2. Voce Umana
3. Flauto Corista
4. Principale 8'
5. Ottava
6. Flauto ottavo
7. Duodecima
8. Decimaquinta
9. Decimanona
10. Vigesimaseconda
11. Vigesimasesta
12. Vigesimanona
13. Replicazione (decimaquinta)
14. Flauto dodicesimoConsolle dell'organo

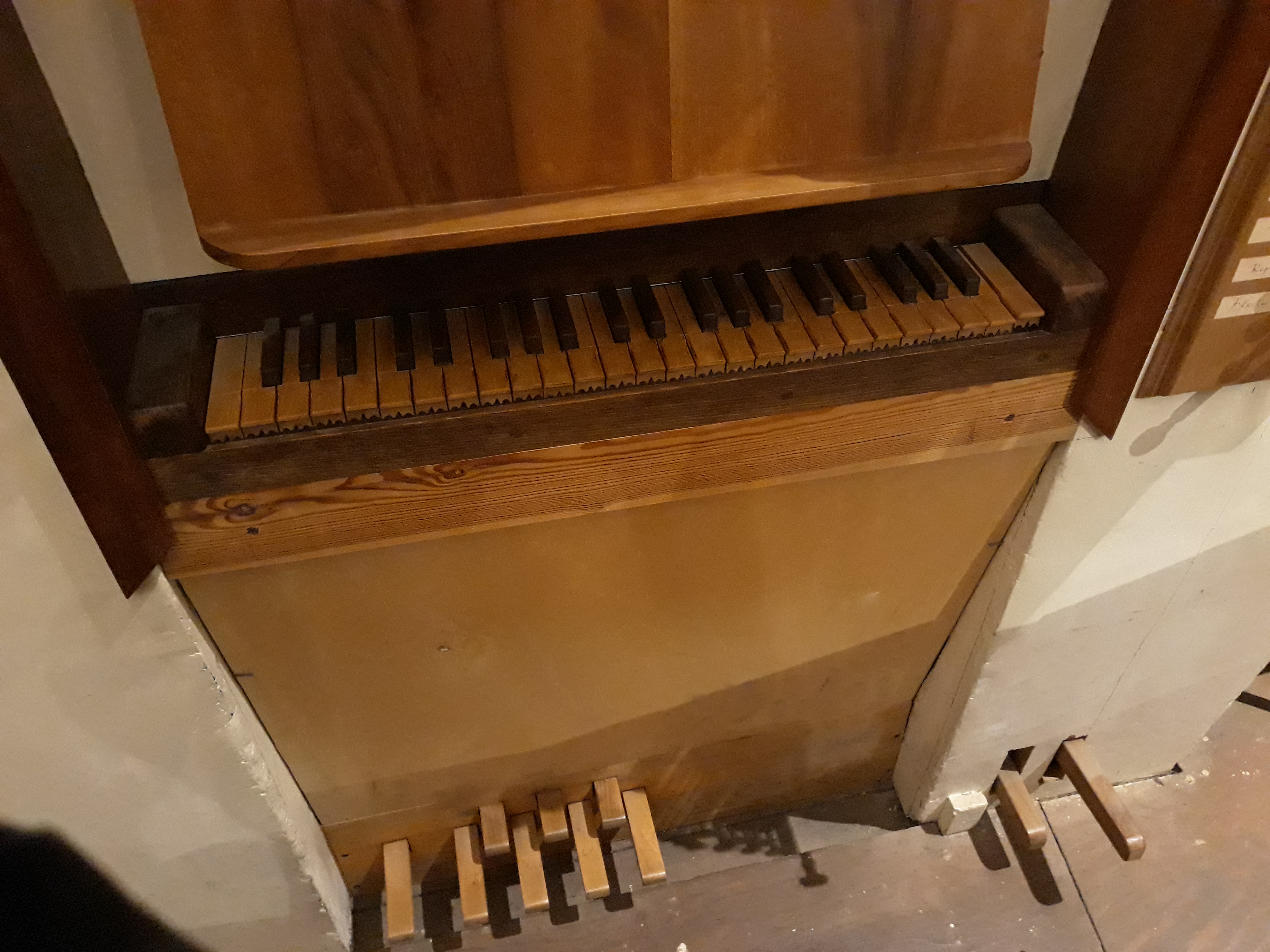
Consolle dell'organo

L'unico accessorio è il tira ripieno azionabile tramite pomello a tiro e due pedaloni uno per l'inserimento e uno per il disinnesto, esso inserisce , la replicazione (decimaquinta), la decimanona, la vigesimaseconda, la vigesimasesta, la vigesimanona che fanno parte della famiglia del Ripieno (registro d'organo).